# Mittlere Havel
Mittlere Havel este o arie protejată (arie specială de conservare — SAC, sit de importanță comunitară — SCI) din Germania întinsă pe o suprafață de 795,67 ha, integral pe uscat.

## Localizare
Centrul sitului Mittlere Havel este situat la coordonatele 52°25′35″N 12°36′16″E / 52.4264°N 12.6044°E.

## Înființare
Situl Mittlere Havel a fost declarat sit de importanță comunitară în septembrie 2000 pentru a proteja 9 specii de animale. Situl a fost protejat și ca arie specială de conservare în martie 2003.

## Biodiversitate
Situată în ecoregiunea continentală, aria protejată conține 7 habitate naturale: Lacuri eutrofice naturale cu vegetație de tip Magnopotamion sau Hydrocharition, Cursuri de apă de la nivel de câmpie la nivel montan, cu vegetație Ranunculion fluitantis și Callitricho-Batrachion, Pajiști cu Molinia pe soluri calcaroase, turboase sau argilos-nămoloase (Molinion caeruleae), Liziere de ierburi înalte hidrofile de câmpie și de nivel montan până la alpin, Pajiști aluvionare inundabile, de Cnidion dubii, Fânețe de joasă altitudine (Alopecurus pratensis, Sanguisorba officinalis), Păduri aluvionare cu Alnus glutinosa și Fraxinus excelsior (Alno-Padion, Alnion incanae, Salicion albae).
La baza desemnării sitului se află mai multe specii protejate:
- păsări (3): pescăruș albastru (Alcedo atthis), barză albă (Ciconia ciconia ciconia), Tachybaptus ruficollis ruficollis
- mamifere (2): castor (Castor fiber), vidră de râu (Lutra lutra)
- pești (4): avat (Aspius aspius), zvârluga (Cobitis taenia), țipar (Misgurnus fossilis), boarță (Rhodeus sericeus amarus)

Pe lângă speciile protejate, pe teritoriul sitului au mai fost identificate 17 specii de plante, 1 specie de amfibieni, 1 specie de reptile.